# Soprano

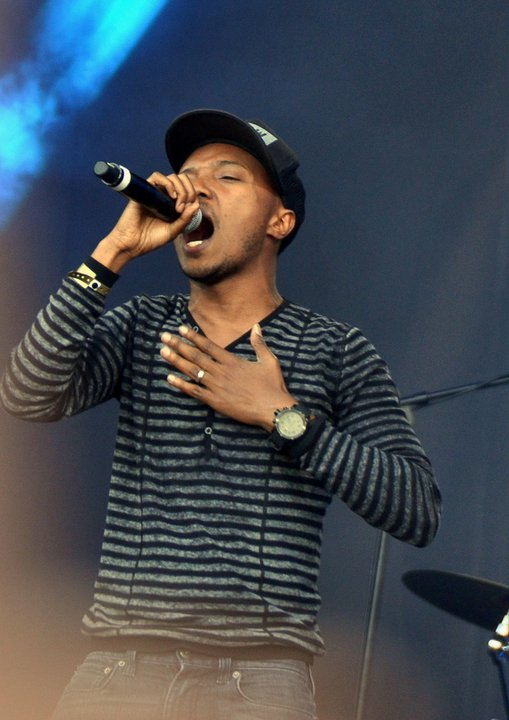
Soprano (2011)

Soprano (* 14. Januar 1979 in Marseille; bürgerlich Saïd M'Roumbaba) ist ein französischer Rapper.

## Biografie
Soprano, der komorische Wurzeln hat, gründete im Jahr 1994 die Gruppe Psy 4 de la rime, eine französische Hip-Hop-Gruppe. Sie wurden von IAM-Kopf Akhenaton entdeckt und produziert. Psy 4 de la Rime bestand aus den Musikern Soprano (Saïd M'Roumbaba), Segnor Alonzo (Kassimou Djae), Don Vicenzo (Illiassa Issilame) und DJ Sya Styles (Rachid Ait Baar). Die Gruppe wurde durch eine Dokumentation von Arte bekannt. Nach dieser Dokumentation waren ihre Auftritte ausverkauft und sie spielten auf dem Label 361 Records (Label von Akhenaton) einige Songs ein und waren 1999 auch auf dessen La Cosca Mixtape vertreten, sowie ein Jahr später auf der "Sad Hill Impact"-Compilation von DJ Kheops (IAM). 2002 brachte Psy 4 de la Rime ihr erstes Album "Block Party" heraus. 
Die Single "Le son de bandits" wurde ebenfalls ein Erfolg in der französischen Hip-Hop-Szene. 2005 wurde das Album "Enfants De La Lune" veröffentlicht. Das letzte Album von Psy 4 de la Rime erschien Anfang 2008 "Les Cités D’Or" und erreichte Platz 1 der französischen Albumcharts.
Soprano begann 2005 seine Solokarriere.
Sein Debüt-Album Puisqu'll Faut Vivre (2007) erreichte Platinstatus. Das Album wird von seiner eigenen Produktionsfirma Street Skillz produziert und über Hostile Records / EMI France veröffentlicht. Der bekannteste Hit auf dem Album ist "Halla Halla". 2007 wurde Soprano bei den MTV Music Awards in München als "Best French Act" nominiert.
Die Single Victory aus dem Jahr 2008 wird im Videospiel FIFA 09 verwendet und erschien ebenfalls im Soundtrack zum Spiel.
Im Oktober 2010 veröffentlichte Soprano sein zweites Soloalbum "La Colombe" (deutsch: Die Taube / Friedenstaube). Das Album, zu welchem er auch eine Konzert-Tour durch Frankreich unternahm, stieg direkt auf Platz 1 der französischen Albumcharts ein. Erste Singleauskopplung war: Crazy / Darwa. Ursprünglich sollte "La Colombe" ein Doppelalbum werden und "La Colombe et le Corbeau" (übersetzt: "Die Taube und der Rabe") heißen, doch er entschied sich zwei getrennte Alben daraus zu machen, sodass das Album "Le Corbeau" später, im Jahr 2011, erschien.
Im Oktober 2010 reiste Soprano das erste Mal in Form einer Promotion-Tour durch Deutschland.
Im Februar 2011 ging Soprano erneut auf "La Colombe"-Tour und bereiste die Länder Deutschland, Schweiz, Österreich und die Slowakei.

## Diskografie
Studioalben

| Jahr | Titel Musiklabel                                     | Höchstplatzierung, Gesamtwochen, AuszeichnungChartplatzierungen (Jahr, Titel, Musiklabel, Platzierungen, Wochen, Auszeichnungen, Anmerkungen) | Höchstplatzierung, Gesamtwochen, AuszeichnungChartplatzierungen (Jahr, Titel, Musiklabel, Platzierungen, Wochen, Auszeichnungen, Anmerkungen) | Höchstplatzierung, Gesamtwochen, AuszeichnungChartplatzierungen (Jahr, Titel, Musiklabel, Platzierungen, Wochen, Auszeichnungen, Anmerkungen) | Anmerkungen                                                | [↑]: gemeinsam behandelt mit vorhergehendem Eintrag; [←]: in beiden Charts platziert |
| Jahr | Titel Musiklabel                                     | FR | BEW | CH | Anmerkungen                                                |                                                                                      |
| ---- | ---------------------------------------------------- | --- | --- | --- | ---------------------------------------------------------- | ------------------------------------------------------------------------------------ |
| 2007 | Puisqu’ll faut vivre Parlophone (WMG)                | FR2 Gold · (90 Wo.)FR | BEW14 (61 Wo.)BEW | CH26 (8 Wo.)CH | Erstveröffentlichung: 17. Februar 2007                     |                                                                                      |
| 2010 | La Colombe Parlophone (WMG)                          | FR1 ×3Dreifachplatin · (73 Wo.)FR | BEW5 (49 Wo.)BEW | CH18 (6 Wo.)CH | Erstveröffentlichung: 4. Oktober 2010                      |                                                                                      |
| 2011 | Le Corbeau Parlophone (WMG)                          | FR3 (13 Wo.)FR | BEW10 (12 Wo.)BEW | CH44 (3 Wo.)CH | Erstveröffentlichung: 21. März 2011                        |                                                                                      |
| 2012 | E=2MC’s Parlophone (WMG)                             | FR6 (21 Wo.)FR | BEW5 (29 Wo.)BEW | CH27 (2 Wo.)CH | Erstveröffentlichung: 30. April 2012 zusammen mit R.E.D.K. |                                                                                      |
| 2014 | Cosmopolitanie Parlophone (WMG)                      | FR2 Diamant · (103 Wo.)FR | BEW3 (279 Wo.)BEW | CH24 (7 Wo.)CH | Erstveröffentlichung: 13. Oktober 2014                     |                                                                                      |
| 2016 | L’Everest Rec. 118 (WMG)                             | FR2 ×2Doppeldiamant · (105 Wo.)FR | BEW2 Gold · (220 Wo.)BEW | CH14 (30 Wo.)CH | Erstveröffentlichung: 14. Oktober 2016                     |                                                                                      |
| 2018 | Phoenix Rec. 118 (WMG)                               | FR2 Diamant · (156 Wo.)FR | BEW4 Gold · (201 Wo.)BEW | CH10 (25 Wo.)CH | Erstveröffentlichung: 9. November 2018                     |                                                                                      |
| 2018 | Du Phoenix aux étoiles Rec. 118 (WMG)[FR: ↑][BEW: ↑] | FR2 Diamant · (156 Wo.)FR | BEW4 Gold · (201 Wo.)BEW | CH61 (5 Wo.)CH | Erstveröffentlichung: 8. November 2019                     |                                                                                      |
| 2021 | Chasseur d’étoiles Rec. 118 (WMG)                    | FR1 ×3Dreifachplatin · (132 Wo.)FR | BEW2 (73 Wo.)BEW | CH11 (15 Wo.)CH | Erstveröffentlichung: 3. September 2021                    |                                                                                      |
| 2024 | Freedom Rec. 118 (WMG)                               | FR1 (28 Wo.)FR | BEW4 (13 Wo.)BEW | CH74 (1 Wo.)CH | Erstveröffentlichung: 21. Juni 2024                        |                                                                                      |
| 2024 | Émancipation - Freedom Pt. II Rec. 118 (WMG)         | FR14 (6 Wo.)FR | BEW41 (5 Wo.)BEW | — | Erstveröffentlichung: 13. Dezember 2024                    |                                                                                      |